# Luigi Cantone
Luigi „Gino“ Cantone (* 21. Juli 1917 in Robbio (PV), Italien; † 6. November 1997 in Novara) war ein italienischer Fechter und Olympiasieger.

## Leben und Karriere
Cantone erlernte im Alter von 15 Jahren das Fechten bei Fechtmeister Francesco Visconti in Vercelli. Aus Vercelli stammte Alfredo Pezzana, der 1936 mit der italienischen Degenmannschaft Olympiasieger geworden war und dem Cantone nacheiferte. Cantones erster internationaler Einsatz war die Studentenweltmeisterschaft 1939 in Wien. Nach dem Zweiten Weltkrieg belegte Cantone 1946 bei der italienischen Meisterschaft den zweiten Platz hinter Dario Mangiarotti. Bei den Fechtweltmeisterschaften 1947 gewann Cantone mit der italienischen Degenmannschaft die Bronzemedaille.
Bei den Olympischen Spielen 1948 in London fand die Mannschaftsentscheidung am 5. und 6. August statt. Cantone kam in der Runde der letzten vier lediglich im Gefecht gegen die späteren Vierten aus Dänemark zum Einsatz, mit 2 Siegen und 2 Niederlagen war er bei einem Gesamtergebnis von 12:4 nicht in überzeugender Form. So musste Cantone zusehen, wie seine Mannschaftskameraden das entscheidende Gefecht gegen Frankreich verloren, die italienische Mannschaft mit Cantone erhielt die Silbermedaille. Trotzdem stand er auf Abruf für die Einzelkonkurrenz am 9. August bereit, weil Edoardo Mangiarotti mit einer Verletzung an der Hand angeschlagen war. Edoardo Mangiarotti trat dann doch im Einzel an, aber dessen Bruder Dario musste wegen einer Fußverletzung passen. Mit Edoardo Mangiarotti, Carlo Agostoni und Luigi Cantone erreichten alle drei Italiener die Runde der letzten 10 Fechter, in der jeder gegen jeden auf drei Treffer antreten musste. Cantone verlor seine ersten beiden Gefechte gegen Agostoni und Mangiarotti und gewann danach alle weiteren Kämpfe. Mit seinem Sieg gegen den Schweizer Oswald Zappelli sicherte sich Cantone die Goldmedaille vor Zappelli und Mangiarotti. Im Jahr darauf gewann Cantone zusammen mit den Brüdern Mangiarotti sowie Roberto Battaglia, Marco Antonio Mandruzzato und Antonio Spallino den Mannschaftstitel bei den Fechtweltmeisterschaften 1949 in Kairo. 